# 東毅 (政治家)
東 毅（あずま つよし、1976年3月31日 - ）は、日本の政治家。日本共産党岡山市議会議員。

## 来歴
福井県小浜市生まれ。福井県立若狭高等学校を経て、岡山大学農学部卒業。日本共産党、日本民主青年同盟に所属する傍ら政治活動を開始し、2011年岡山市議会議員に初当選。現在3期目を務める。保健福祉、社会福祉、防災を専門として活動している。